# Загряжский, Александр Георгиевич
Александр Георгиевич Загряжский (27 мая 1867 — не ранее 1916) — русский офицер, полковник. Позднее служил в Министерстве внутренних дел. Томский вице-губернатор (1912—1914). Керчь-Еникальский градоначальник (1914—1915). Исполняющий должность градоначальника Ростова-на-Дону.

## Биография
Родился 27 мая 1867 года. Православный. Обучался в Санкт-Петербургской военной прогимназии. На военную службу вступил 31 июля 1884 года. Выпускник Тверского кавалерийского училища.
В офицеры произведен в лейб-драгунском Псковском полку. Корнет (со старшинством от 15.06.1888). Поручик (ст. 15.06.1892). Штабс-Ротмистр (ст. 15.03.1895). С 17.02.1897 по 13.11.1902 года младший чиновник для особых поручений при Виленском, Ковненском и Гродненском генерал-губернаторе. Ротмистр (ст. 05.05.1900). Младший штаб-офицер при генерал-губернаторе трёх губерний Западного края (13.11.1902-27.11.1906). В 1905 году был командирован в Белосток с правами чиновника особых поручений. Старший штаб-офицер при том же гененерал-губернаторе (27.11.1906-12.12.1906). Подполковник за отличие (произведён 1906; ст. 06.12.1906). Штаб-офицер для особых поручений при Виленском, Ковненском и Гродненском генерал-губернаторе (12.12.1906-29.06.1912). Полковник за отличие (произведён в 1911; ст. 10.04.1911).
Томский вице-губернатор (с 29.06.1912-16.11.1914). Исполняющий должность градоначальника Керчь-Еникальского градоначальства (16.11.1914-08.07.1915). Исполняющий должность градоначальника Ростова-на-Дону (08.07.1915-20.02.1916). Состоял при Министре Внутренних дел (с 20.02.1916). Дальнейшая судьба и дата смерти неизвестна.

## Награды[1]
- орден Св. Станислава 3-й ст. (1906);
- орден Св. Анны 3-й ст. (1903);
- орден Св. Владимира 4-й ст. (ВП 14.04.1915).